# Башенцы
Ба́шенцы — группа радикально настроенной молодежи, последователей идей Петра Лаврова, образованная в 1874 году в Одессе.

## Общие сведения
Группа радикально настроенной молодежи Башенцы была сформирована в 1874 году из последователей идей известного народника П. Лаврова. В её состав преимущественно вошли студенты Новороссийского университета. Сейчас это Одесский национальный университет имени И. И. Мечникова.
Название группы происходит от места её собраний — башни дома А. Я. Новикова в Одессе. Сейчас здесь располагается Одесский историко-краеведческий музей.

## Состав и деятельность группы
Лидерами группы являлись Г. Попко, И. Волошенко, Ф. Щербина. Они привлекли к работе своих земляков, в число которых входили такие как Е. Победоносцев, Л. Добровольский, П. Ульянов.
В своей деятельности группа, наладив контакт с П. Лавровым, придерживалась идей народничества. Существовали также тесные контакты с петербургскими народниками и «Южнороссийским союзом рабочих». Разгром последнего привёл к пополнению группы некоторыми его членами.
В 1876 году Г. Попко был делегирован от группы на съезд «народников» в Париже, где выступил с докладом о деятельности «Башенцев».

## Прекращение деятельности
В 1877 году группа прекратила своё существование. Ф. Щербина оказался в ссылке в Вологодской губернии. Г. Попко и И. Волошенко примкнули к Киевским революционным народникам, а позже к организации Земля и воля.